# Pedret
Pedret es una localidad española del municipio de Pedret y Marsá, perteneciente a la provincia de Gerona, en la comunidad autónoma de Cataluña.

## Toponimia
El nombre del lugar puede encontrarse referido con las grafías Padret y Pedret.

## Historia
Hacia mediados del siglo XIX, el lugar, por entonces perteneciente a Vilanova de la Muga, tenía contabilizadas 28 casas. Aparece descrito en el decimosegundo volumen del Diccionario geográfico-estadístico-histórico de España y sus posesiones de Ultramar de Pascual Madoz de la siguiente manera:

PADRET: l. en la prov. y dióc. de Gerona, part. jud. de Piqueras, aud. terr., c. g. de Barcelona: forma ayunt. con Vilanova de la Muga, de cuyo l. depende este pueblo y la ald. de Marsá, conocidos en el pais por una misma pobl., bajo las dos denominaciones reunidas. Tiene unas 28 casas y una igl. parr. (San Esteban) servida por un cura de ingreso, de provision real y ordinaria. Confina con Vilajuiga, Garriguella, San Juan Sasclosas, Pau, Vilanova y Garriga. El terreno está todo en cultivo, y prod. cereales y aceite. pobl. y riqueza unido con Marsá, 28 vec., 117 alm. cap. prod.: 3.347,200 rs. imp.: 83,680.
(Madoz, 1849, p. 509)

En la actualidad forma parte del municipio de Pedret y Marsá. En 2022, tenía empadronados 11 habitantes.

## Patrimonio
En el lugar hay una iglesia bajo la advocación de San Esteban.